# 民族村
民族村是中华人民共和国农村基层村级行政区划单位的类型之一，为少数民族分布比较集中的行政村。设置“民族村”的条件由省级地方政府规定，县级地方政府批准设立。

## 设立标准
民族村依照少数民族人口占总人口比例设定，设定条件各省级行政区不尽相同。
- 《浙江省少数民族权益保障条例》规定（第九条）“少数民族人口占全村总人口百分之三十以上的村，可以经村民会议讨论通过，并经所在乡(镇)人民政府同意后，报县(市、区)人民政府认定为民族村，并报省、市民族事务行政主管部门备案。”
- 《湖北省散居少数民族工作条例》规定（第十条）“散居少数民族人口占总人口50％以上的村，可以建立民族村。”